# منيمي
منيمي (بالإنجليزية: Mneme)‏ المعروف أيضاً باسم المشتري الحادي عشر (بالإنجليزية: Jupiter XL)‏ ، هو قمر طبيعي غير نظامي يتحرك بحركة تراجعية تابع لكوكب المشتري.
و ينتمي هذا القمر إلى مجموعة أنانك التي يعتقد أنها بقايا تفكك شمسي حيث أن جميعها بالتالي لها أصل مشترك.

## اكتشافه
تم اكتشافه من قبل فريق من علماء الفلك من جامعة هاواي بقيادة سكوت شيبارد في عام 2003 للميلاد، وتمت تسميته حينها مؤقتاً S/2003 J 21.
و من ثم تمت تسميته في مارس 2005 نسبة إلى منيمي إحدى إلهات الإلهام حسب الميثولوجيا الإغريقية.

## خصائصه
يبلغ قطر هذا القمر حوالي كيلومترين.ويدور حول كوكب المشتري على مسافة متوسطة تبلغ 21,427 ميغامتر في 640.769 يوماً، بزاوية ميل يبلغ قدرها 149 درجة في اتجاه (°148 من خط الاستواء في المشتري) حسب مسير الشمس مع شذوذ مداري يبلغ قدره 0.2214 .